# Stiftbroktagel
Stiftbroktagel (Bryoria smithii) är en lavart som först beskrevs av Du Rietz, och fick sitt nu gällande namn av Brodo & D. Hawksw. Stiftbroktagel ingår i släktet Bryoria och familjen Parmeliaceae.  Arten är reproducerande i Sverige. Inga underarter finns listade i Catalogue of Life.